# Patrick Kennedy (Schauspieler)
Patrick Kennedy (* 26. August 1977 in London) ist ein britischer Schauspieler.
Kennedy ist Absolvent der Oxford-Universität. Seine größte Rolle war die des Richard Carstone in der BBC-Serie Bleak House. Er spielte viele Nebenrollen in Filmen wie Nine Lives, Lady Henderson präsentiert und die bekannteste in Joe Wrights Romanverfilmung Abbitte von 2007.

## Filmografie (Auswahl)
- 2002: Spooks – Im Visier des MI5 (Fernsehserie, 1 Folge)
- 2002: Nine Lives – Das Haus des Schreckens (Nine Lives)
- 2003: Cambridge Spies (Fernseh-Miniserie, 2 Folgen)
- 2004: Inspector Lynley (The Inspector Lynley Mysteries; Fernsehserie, Folge A Traitor to Memory)
- 2005: Lady Henderson präsentiert (Mrs. Henderson Presents)
- 2005: Die Schlacht an der Somme (The Somme, Fernsehfilm)
- 2005: Bleak House (Fernsehserie, 15 Folgen)
- 2005: München (Munich)
- 2006: Ein gutes Jahr (A Good Year)
- 2007: Abbitte (Atonement)
- 2008: Das Lager – Wir gingen durch die Hölle (In Tranzit)
- 2008: Einstein and Eddington (Fernsehfilm)
- 2008: Ich & Orson Welles (Me and Orson Welles)
- 2009: Ein russischer Sommer (The Last Station)
- 2011: Gefährten (War Horse)
- 2011: Pirates of the Caribbean – Fremde Gezeiten (Pirates of the Caribbean: On Stranger Tides)
- 2011: Black Mirror (Fernsehserie, Folge The National Anthem)
- 2012: Parade’s End – Der letzte Gentleman (Parade’s End, Miniserie, 3 Folgen)
- 2013: Downton Abbey (Fernsehserie, 3 Folgen)
- 2014: The November Man
- 2015: Mr. Holmes
- 2015: Person of Interest (Fernsehserie, Folge Karma)
- 2016: London Has Fallen
- 2018: Peterloo
- 2018: The First (Fernsehserie, 3 Folgen)
- 2018: Mrs. Wilson (Fernsehdreiteiler)
- 2020: Das Damengambit (The Queen’s Gambit, Fernsehserie, 3 Folgen)
- 2021: In 80 Tagen um die Welt (Around The World In 80 Days, Fernsehserie, Folge 5)
- 2024: Senna (Fernsehserie)
- 2024: The Day of the Jackal (Fernsehserie, 5 Folgen)
- 2025: Blue Moon